# Wiktor Georgijewitsch Pugatschow

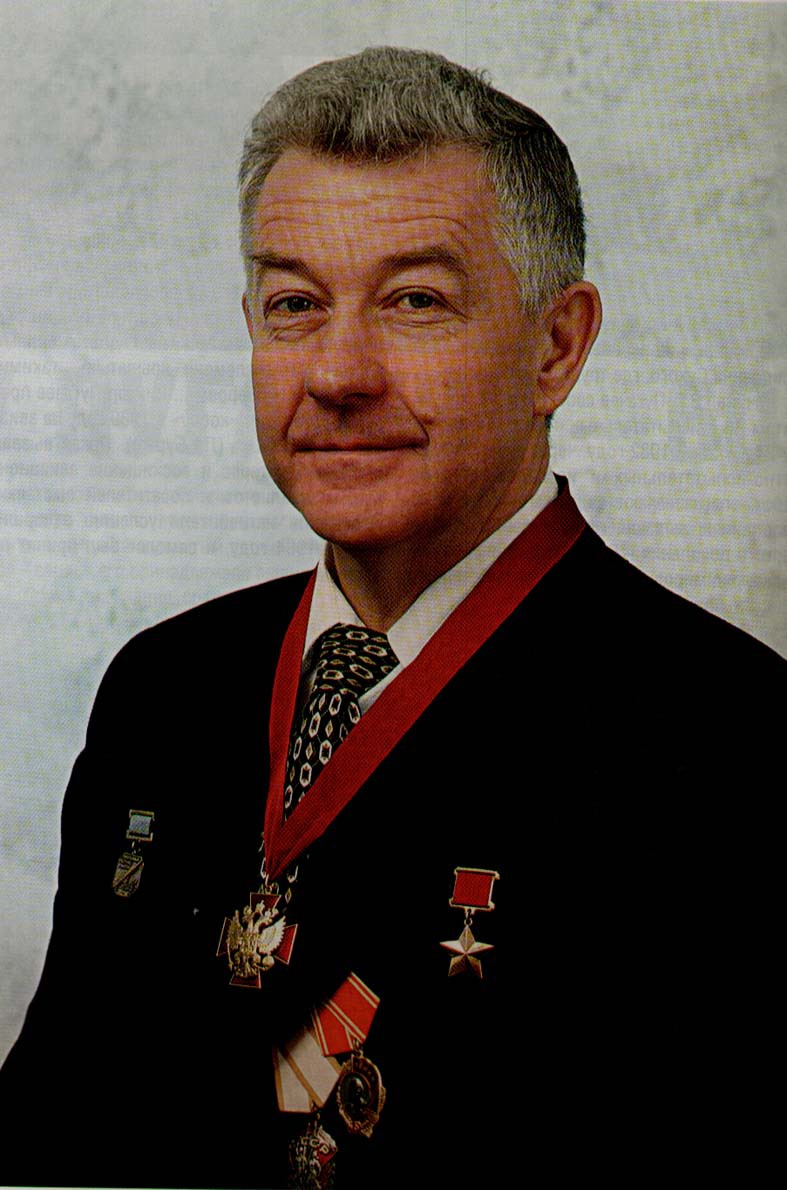
Wiktor Georgijewitsch Pugatschow, 2022

Wiktor Georgijewitsch Pugatschow (russisch Виктор Георгиевич Пугачёв; * 8. August 1948 in Taganrog) ist ein russischer Pilot und der Erste, der das Kobramanöver bei der Flugschau in Le Bourget mit einer Suchoi Su-27 im Jahr 1989 in der Öffentlichkeit vorführte. Lange galt er auch als Erfinder des Manövers, das allerdings bereits in den 60er Jahren von der schwedischen Luftwaffe entwickelt wurde.
Im Jahr 1970 schloss er die Militärfliegerschule in Jeisk ab. Danach besuchte er die Testpilotenschule und das Staatliche Luftfahrtinstitut in Moskau. Nach zwei Jahren an der Michail-Gromow-Hochschule für Flugforschung ging er zum OKB Suchoi und testete dort die Suchoi Su-9, Su-15, Su-24, Su-25 und Su-27. Pugatschow unternahm die ersten Nicht-VTOL-Starts und -Landungen vom russischen Flugzeugträger Admiral Kusnezow.
Pugatschow bekam den Titel Held der Sowjetunion in den späten 1980ern. Er lebt in Schukowski und arbeitet in leitender Funktion beim Flugzeughersteller Suchoi.

## Flugrekorde
Mit einer Suchoi P-42, dem Vorserienmodell T-10-15 der Suchoi Su-27, stellte Wiktor Pugatschow folgende FAI-Weltrekorde auf  :
| Datum             | FAI-Klasse (und Gruppe) | Beschreibung                                | Rekord        | Status                                     |
| ----------------- | ----------------------- | ------------------------------------------- | ------------- | ------------------------------------------ |
| 27. Oktober 1986  | C-1 (3)                 | Steigzeit auf 3000 m                        | 25,37 s       | Rekord                                     |
| 27. Oktober 1986  | C-1h (3)                | Steigzeit auf 3000 m                        | 25,37 s       | Rekord                                     |
| 15. November 1986 | C-1 (3)                 | Steigzeit auf 6000 m                        | 37,05 s       | Rekord                                     |
| 15. November 1986 | C-1h (3)                | Steigzeit auf 6000 m                        | 37,05 s       | Rekord                                     |
| 15. November 1986 | C-1 (3)                 | Steigzeit auf 9000 m                        | 47,03 s       | verbessert auf 44,18 s vom selben Flugzeug |
| 15. November 1986 | C-1h (3)                | Steigzeit auf 9000 m                        | 47,03 s       | verbessert auf 44,18 s vom selben Flugzeug |
| 15. November 1986 | C-1 (3)                 | Steigzeit auf 12.000 m                      | 58,10 s       | verbessert auf 55,54 s vom selben Flugzeug |
| 15. November 1986 | C-1h (3)                | Steigzeit auf 12.000 m                      | 58,10 s       | verbessert auf 55,54 s vom selben Flugzeug |
| 29. März 1990     | C-1h (3)                | Steigzeit auf 15.000 m mit 1000 kg Nutzlast | 1 min 21,71 s | Rekord                                     |
| 20. Mai 1993      | C-1i (3)                | Steigzeit auf 15.000 m                      | 2 min 6 s     | Rekord                                     |
| 20. Mai 1993      | C-1i (3)                | Steigzeit auf 15.000 m mit 1000 kg Nutzlast | 2 min 6 s     | Rekord                                     |
| 20. Mai 1993      | C-1i (3)                | Maximale Nutzlast bei 15.000 m              | 1015 kg       | Rekord                                     |
| 20. Mai 1993      | C-1i (3)                | Maximale Höhe mit 1000 kg Nutzlast          | 22.250 m      | Rekord                                     |